# Седеф
Седефът (от турската дума sedef, заимствана от арабския език), или пиган, е естествено образуващ се, чрез съчетание на органични и неорганични вещества, материал, използван от някои животни.

## Описание
Седефът се секретира от епителните клетки на мантийната тъкан на някои видове мекотели. При тези мекотели седефът се отлага непрекъснато на вътрешната повърхност на черупката на животното – като начин да се изглади черупката и като защита срещу паразити и дразнещи чужди частици. При мидите, когато мекотелото е нападнато от паразит или раздразнено от попаднало в него чуждо тяло (например – прашинка пясък), то започва да го покрива с последователни, концентрични слоеве седеф, в резултат на което се образува перла, наедряваща до смъртта на животното.
Изграден е от шестоъгълни плочици арагонит (кристали калциев карбонат, CaCO³), широки между 10 и 20 µm и дебели 0,5 µm, наредени в непрекъснати успоредни пластинки. Слоевете от пластинки арагонит са разделени от листове органична матрица, които се състоят от еластични биополимери (например хитин, лустрин и коприноподобни протеини). Тази комбинация от крехки плочки и тънки слоеве еластичен биополимер придава на материала якост и здравина. Друг фактор, допринасящ към това, е подреждането на плочиците по „тухлен“ маниер, със застъпване, което ограничава разпространението на напречни пукнатини.
Иризацията на седефа се дължи на това, че плочиците арагонит са с дебелина половин микрометър, което е сравнимо с дължината на вълната на видимата светлина. Това предизвиква конструктивна и деструктивна интерференция на светлина с различна дължина на вълната, което кара светлина с различни цветове да се отразява при различни ъгли на наблюдение. В много култури, красотата на иризацията се използва, при направата на бижута и при украсата на мебели и музикални инструменти.